# Itäjärvi (Siikais, Satakunta, Finland)
Itäjärvi eller Itajärvi är en sjö i Finland. Den ligger i kommunen Siikais i landskapet Satakunta, i den sydvästra delen av landet, 250 km nordväst om huvudstaden Helsingfors. Itäjärvi ligger 40,8 meter över havet. Den är 4,13 meter djup. Arean är 1,12 kvadratkilometer och strandlinjen är 12,06 kilometer lång. Sjön  ingår i Karvia å huvudavrinningsområde. 